# Caryophyllia karubarica
Espèce
Statut CITES
Caryophyllia karubarica est une espèce de coraux appartenant à la famille des Caryophylliidae.